# Pietro Reverberi
Pietro Reverberi (né le 28 décembre 1912 à Reggio d'Émilie, en Italie et mort le 19 février 1985 dans la même ville) était un arbitre  italien de basket-ball. 

## Biographie
Pietro Reverberi a arbitré plus de 3 000 rencontres en Italie dans divers niveaux de compétition. Il a dirigé des matchs lors des Jeux olympiques 1952, 1956 et 1960 et lors de nombreux championnats du monde et championnats d'Europe. 
En 2007, il est intronisé au FIBA Hall of Fame à titre posthume.